# Aviónica

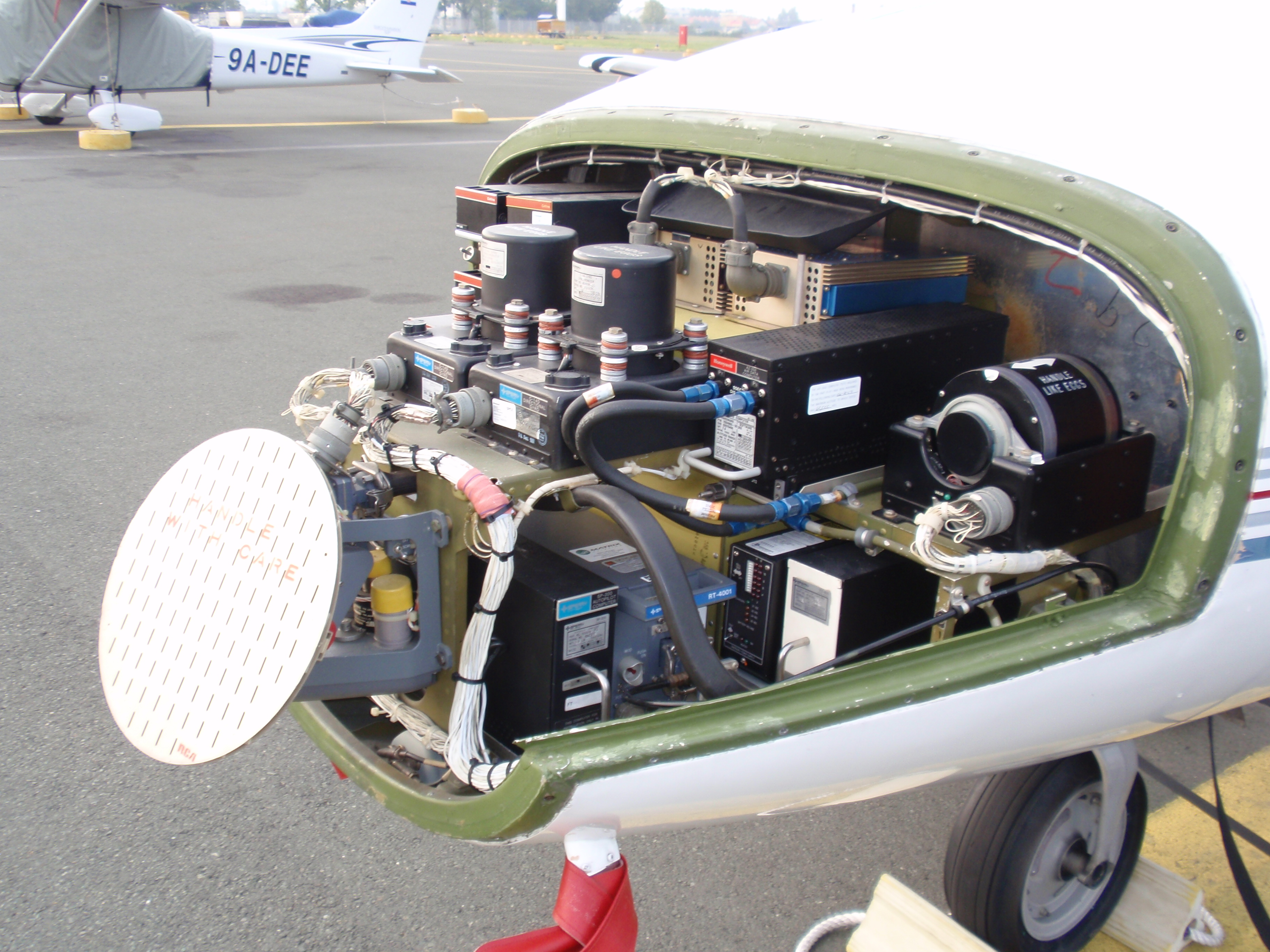
Radar y otros equipos de aviónica de un Cessna Citation.

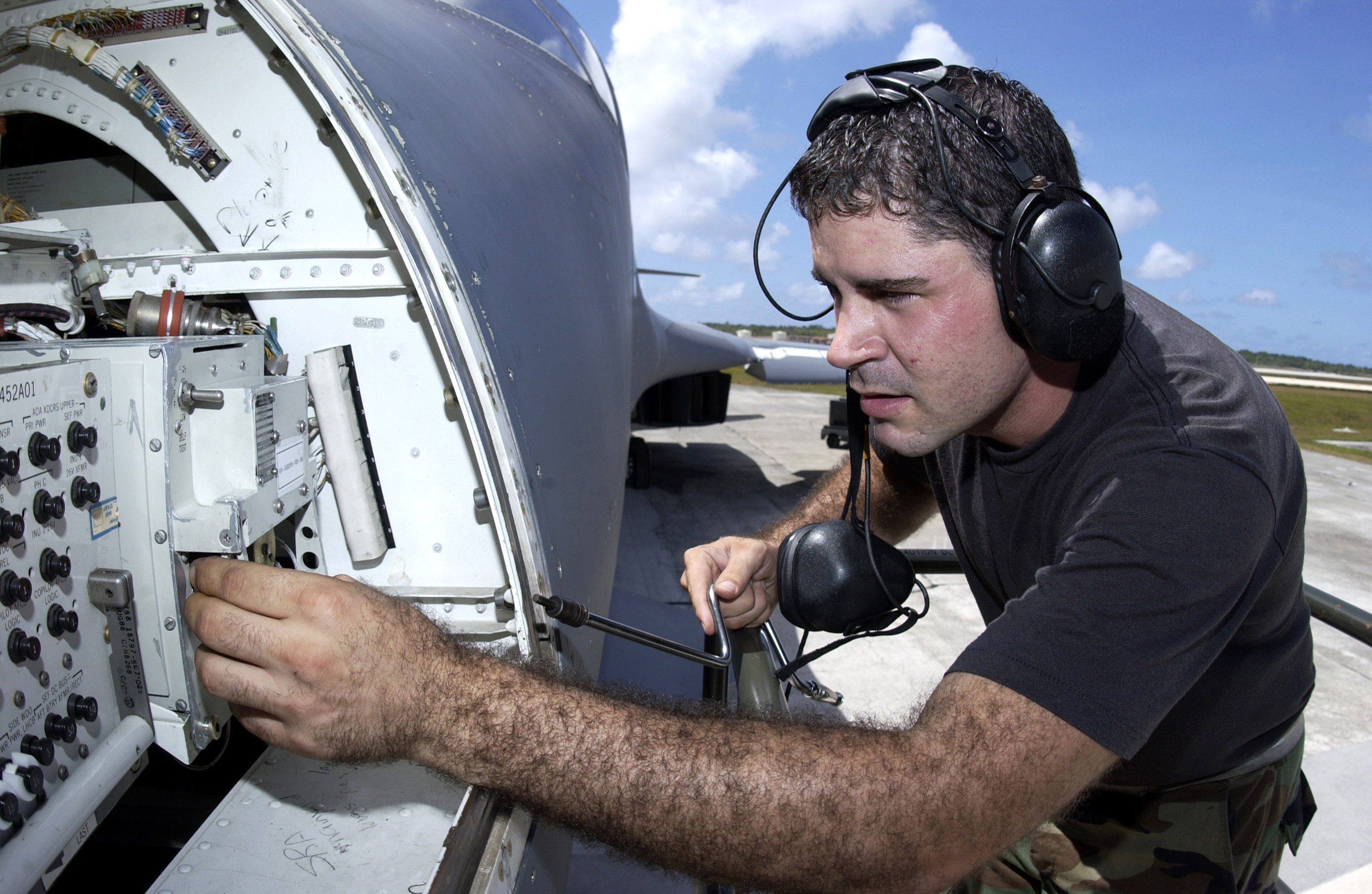
Técnico realizando labores de mantenimiento de la aviónica de un B-1 Lancer.

La aviónica es la aplicación de la electrónica a la aviación. Es un término procedente de la palabra inglesa avionics, formada con la contracción de aviation (aviación) y de electronics (electrónica). Hace referencia a los sistemas electrónicos usados en aeronaves, satélites artificiales y naves espaciales, tanto sistemas de comunicación y navegación como sus indicadores y elementos de manejo. También incluye un ingente número de sistemas que se aplican a los aviones para realizar tareas individuales, tan sencillos como un foco de luz en un helicóptero de policía o tan complejos como el sistema táctico de una plataforma de alerta temprana y control aerotransportado.

## Historia
El término aviónica comenzó a extenderse a principio de los años 1970. Hasta entonces, los instrumentos, radios, radares, sistemas de combustible, controles de motor y los sistemas de navegación por radio habían sido sistemas independientes, normalmente mecánicos.
En los años 1970, la aviónica apareció de mano de la necesidad militar más que de la necesidad de mejorar la aviación civil. Los aviones militares se habían convertido en plataformas sensoras del aire, y aglutinar una gran cantidad de equipamiento electrónico se convirtió en un reto. Hoy en día, la aviónica usada en los aviones militares supone prácticamente la mayor parte de las inversiones en desarrollo. Para la construcción de aviones como el F-15E y el ahora retirado F-14, aproximadamente el 80% del coste se destina a la aviónica. Para la mayoría de los helicópteros modernos se destina aproximadamente el 60%.
El mercado civil también ha incrementado su gasto en aviónica. Los sistemas de control de vuelo electrónicos (fly-by-wire) y las nuevas necesidades de navegación que conlleva un espacio de navegación más congestionado han impulsado notablemente los costes destinados al desarrollo de estas tecnologías. El cambio más importante ha sido el reciente despertar del vuelo comercial. Como más gente utiliza el avión como medio principal de transporte, se han inventado métodos más seguros y complejos para controlar los aviones de manera segura en este espacio aéreo más restringido. Con el continuo refinamiento de los elementos de construcción aeroespacial, los sistemas de guía y navegación se han vuelto más exactos.

## Equipos modernos
El giroscopio de anillo láser, el MEMS, el giróscopo de fibra óptica, y otros muchos avances han hecho que las cabinas de mando se vuelvan mucho más complejas, robustas e integradas. Muchos de estos avances se conocen como sistema de control de vuelo o FMS (del inglés Flight Management System). Estos integran radios de comunicación, radios de navegación, sensores GNSS, Equipos telemétricos, transpondedor, etc. El Garmin G1000 es un ejemplo de este tipo de sistema de uso corriente en nuestros días. Los Sistemas de control de vuelo pueden estar basados en una unidad de medición inercial o IMS (del inglés Inertial Measurement System) para dar una referencia de navegación autónoma. Algunas de estas unidades usan giróscopos resonantes hemisféricos o giróscopos de la copa de vino, junto con receptores GNSS para proporcionar datos de navegación precisos a la tripulación y a los sistemas de vuelo automático.